# Асін (ван Пекче)
Асін (кор. 아신왕, 아방왕, 아화왕, 阿莘王, 阿芳王, 阿花王, Asin-wang, Abang-wang, Ahwa-wang, Asin-wang, Abang-wang, Ahwa-wang; пом. 405) — корейський ван, сімнадцятий правитель держави Пекче періоду Трьох держав.

## Походження
Був старшим сином вана Чхимрю, зайняв трон після смерті брата останнього, вана Чинса. Деякі джерела вважають, що його дядька було вбито прибічниками самого Асіна.

## Правління
За правління Асін Пекче зазнавала постійних атак з боку північного сусіда, Когурьо, на чолі якого перебував ван Квангетхо. Асін призначив головнокомандувачем свого дядька по матері та наказав йому здійснювати постійні напади на Когурьо. Втім, попри всі зусилля, ті атаки завершились поразкою. 395 року, після чергової невдалої операції Пекче, сили Когурьо зайняли території на північ від сучасного Сеула.
Після цього Асін спробував зміцнити свої позиції в боротьбі проти Когурьо, 397 року відрядивши свого сина посланцем до Японії. Наступного року, відповідно до «Самгук Сагі», Асін збудував замок Сангеон для захисту решток територій Пекче на північ від річки Хан. 399 року під час чергового призову на війну проти Когурьо багато селян утекли до Сілли. 403 року ван Асін удався до нападу на Сіллу.

## Смерть і спадкування
Асін помер 405 року. Його правління стало початком занепаду держави Пекче. Після його смерті три його брата почали криваву боротьбу між собою за владу, що завершилась смертю їх усіх, а престол зайняв син Асіна Чонджи.